# Mel Hein
Pour les articles homonymes, voir Hein.
College Football Hall of Fame 1954
Pro Football Hall of Fame 1963
(en) Statistiques sur pro-football-reference
Melvin Jack Hein (né le 22 août 1909 à Redding et décédé le 31 janvier 1992) est un joueur américain de football américain. Il fit l'ensemble de sa carrière dans la franchise des Giants de New York, remportant par la suite de nombreux honneurs comme étant de l'équipe NFL de la décennie 30 ou encore dans l'équipe du 75e anniversaire de la NFL en 1994.
Mel Hein est surtout connu pour avoir participé à tous les matchs des Giants durant cette période, n'étant jamais blessé.

## Carrière

### Jeunesse
Melvin Hein joue dans l'équipe des Burlington High School Tigers, jouant au poste de centre ainsi qu'à diverses positions défensives. Il remporte lors de sa dernière année le titre de Skagit Country Football MVP (plus haute récompense pour un joueur de son niveau dans la région de Skagit). Il se fait remarquer et devient selon certaines sources le premier athlète professionnel de Californie.
Melvin Hein, lors des années préparatoires, joue aussi dans l'équipe de basket-ball de l'école.

### Université
Hein continue sur sa lancée en devenant un élément important de cette équipe des Cougars et en envoyant son équipe à la finale du Rose Bowl en 1931, où l'équipe s'effondre contre l'université de l'Alabama sur un score de 24-0. Hein se diversifie comme lors des classes préparatoires en évoluant toujours dans le domaine du basket-ball, devenant même membre de la seconde meilleure équipe universitaire.
Son maillot #7 sera retiré par la suite de l'équipe des Cougars.

### Professionnel
Après ses saisons universitaires plus que convaincantes, Hein décide de se tourner vers le football américain en signant en 1931 avec les Giants de New York. Il est mis tout de suite dans le bain de la NFL en jouant quatorze matchs (dont dix comme titulaire). En 1933, l'équipe échoue en finale NFL, mais remporte le titre la saison suivante. En 1935, les Giants essuient une nouvelle défaite. On doit attendre trois saisons avant de voir réapparaitre les Giants en finale de NFL qu'ils remportent grâce notamment à Hein qui décroche le premier titre de l'histoire de la NFL de MVP.
La saison suivante, les Giants se retrouvent une nouvelle fois en finale mais doivent s'incliner et laisser leur titre. Ils disputent deux autres finales de la NFL en 1941 et 1944, mais Hein n'arrive pas à remporter ce troisième titre.

## Après son départ
Après la saison 1945, Melvin Hein prend sa retraite avec 170 matchs disputés (dont 153 comme titulaire), 10 interceptions et un touchdown après une interception.
Melvin est introduit au College Football Hall of Fame en 1954 et neuf ans plus tard, il est de la première classe en 1964 entrant dans le Pro Football Hall of Fame. En 1978, il devient un membre du Hall of Fame de son ancienne université. Son numéro #7 est ensuite retiré de la circulation chez les Giants de New York.
Durant les années 1950, il entraîne l'équipe de l'université de Caroline du Sud.
Pendant les saisons 1966 et 1967, il devient officiel de la NFL.